# Psilocybe pintonii
Psilocybe pintonii es un hongo psilocibio de la familia Hymenogastraceae. Se ha encontrado a esta especie en los páramos de Colombia. Cuando se lesiona el basidiocarpo, el área afectada en la seta adopta un color azul-negruzco por lo que se asume la presencia de psilocibina y psilocina.

## Distribución y hábitat
Psilocybe pintonii crece de forma solitaria o en grupos sobre el suelo. El holotipo se encontró a una altura entre los 3450 a 3600 m s.n.m. en zona de páramo en el departamento de Cundinamarca.

## Taxonomía
Psilocybe pintonii fue descrita como nueva para la ciencia por el micólogo mexicano Gastón Guzmán, y la descripción publicada en la revista científica Mycotaxon, the international journal of fungal taxonomy and nomenclature 7 (2): 247 en 1978.